# Törpefenyőolaj
A törpefenyőolaj (aetheroleum pini pumilionis) a havasi törpefenyő (Pinus mugo) illóolaja.

## Összetétele
A tiszta, színtelen vagy sárgás olaj, erős, balzsamos illatú. Legfeljebb 35 százalék karént tartalmaz, körülbelül 20 százalék pinént, kamfént (1-2%), limonént (kb. 5%), mircént (kb. 5%), terpinolént, ánizsaldehidet, számos oxigéntartalmú monoterpént, köztük bornil-acetátot (kb. 2–4%), amely a (−)-bornil-formiáttal (kb. 10%) együtt a tipikus illat fő hordozója.

## Története
Mathias Mack gyógyszerész úttörő szerepet játszott e fenyőolaj desztillációjának területén. A 19. század közepétől Bad Reichenhall gyógyszerésze volt, de túravezetőként is járta a környező alpesi vidéket (Untersberg, Reiter Alpe), s ekkor született meg benne az ötlet, hogy az olajban gazdag hegyi fenyőfajtát gyógymódként használja. Először 1856-ban nyert desztillációval olajat, de 1861-ig elhúzódott, amíg az első termékét fürdőolajként használatba vették a szomszédos kirchberg fürdőjében. Leszármazottai máig forgalmazzák a Havasi törpefenyő olajából készült termékeket.

## Farmakológiai hatásai
Aromalámpában párologtatva megfázás, légúti megbetegedések esetén hatásos, valamint idegerősítő és nyugtató hatású, oldja a fáradtságot. Reumaellenes, fertőtlenítő hatású.
Fürdőolajként használva a nátha, influenza tüneteit enyhíti.
Bedörzsöléssel javítja a vérellátást.

## Fordítás
Ez a szócikk részben vagy egészben  a   Latschenkiefernöl című német Wikipédia-szócikk ezen változatának fordításán alapul.  Az eredeti cikk szerkesztőit annak laptörténete sorolja fel. Ez a jelzés csupán a megfogalmazás eredetét és a szerzői jogokat jelzi, nem szolgál a cikkben szereplő információk forrásmegjelöléseként.